# Xã Quincy, Quận Branch, Michigan
Xã Quincy (tiếng Anh: Quincy Township) là một xã thuộc quận Branch, tiểu bang Michigan, Hoa Kỳ. Năm 2010, dân số của xã này là 4.285 người.